# Фінсько-ізраїльські відносини
Фінсько-ізраїльські відносини — двосторонні дипломатичні відносини між Фінляндією та Ізраїлем.

## Історія
Основа для двосторонніх відносин між Фінляндією та Ізраїлем була закладена ще до заснування Держави Ізраїль. Фінський президент Паасіківі оголосив де факто визнання Ізраїлю 11 червня 1948, через місяць після проголошення незалежності. Офіційно Фінляндія визнала Державу Ізраїль 18 березня 1949 року. Дипломатичні зв'язки були встановлено 14 листопада 1950 року. Фінляндія відкрила посольство в Тель-Авіві в 1952 році, а Ізраїль відкрив посольство в Гельсінкі в 1956.
Першим дипломатичним представником Фінляндії в Ізраїлі був Тойво Кала (фін. Toivo Kala).
У липні 2010 на запрошення свого фінського колеги, Фінляндію відвідав глава МЗС Ізраїлю Авігдор Ліберман. На зустрічі сторони обговорили мирний процес на Близькому Сході. Крім того, Ліберман зустрівся з президентом республіки Тар'єю Галонен і міністром іноземної торгівлі та розвитку Пааво Вяюрюненом.
У червні 2016 голова фінського МЗС Тімо Сойні прибув до Ізраїлю з триденним візитом, під час якого він зустрівся з прем'єр-міністром Беньяміном Нетаньяху. Міністр Соїн прибув до Ізраїлю на наступний день після своєї зустрічі з іранським колегою Джавад Заріфом в Гельсінкі — передбачалося, що ця тема обговорювалася на двосторонніх переговорах у Єрусалимі.
У квітні 2019 ізраїльське управління інновацій та Гельсінський діловий центр за підтримки ізраїльсько-європейського управління досліджень і інновацій оголосили про запуск пілотного проекту в сфері цифрової охорони здоров'я. Обидві держави є світовими лідерами у сфері цифрової медицини, в кожній з країн в цій сфері діють понад 500 стартапів.

## Економічні відносини
У 2005 фінський експорт до Ізраїлю склав 155,24 млн євро, а імпорт з Ізраїлю в Фінляндію 95,96 млн євро. Ізраїль імпортує техніку, телекомунікаційне обладнання, деревину, продукцію целюлозно-паперової та хімічної промисловості. Головними продуктами ізраїльського експорту до Фінляндії є: телекомунікаційне і машинне устаткування, а також ізраїльські фрукти і овочі.
У 2004 створена спільна фінсько-ізраїльська програма по співпраці в сфері досліджень і розробки проектів ICT. Офіс головного ученого Ізраїлю і фінське агентство «Текес» (фінансує організація в області досліджень і інновацій) виділили по 5 млн євро кожен для фінансування спільних проектів.
Фінсько-ізраїльська торгова асоціація служить посередником між фінськими та ізраїльськими компаніями для створення нових ділових контактів. Вона допомагає організовувати бізнес-місії в Ізраїлі і приймати в Фінляндії делегації бізнесменів з Ізраїлю.
Одна з лікарень в Східному Єрусалимі отримує фінансову допомогу від фінської держави.

## Культурні зв'язки
Сьогодні Фінляндія та Ізраїль мають сильні культурні та наукові зв'язки. Приблизно 10 000 фінських туристів відвідують Ізраїль щорічно.
У 2006 в тель-авівському Музеї діаспори відкрилася виставка, присвячена історії фінських євреїв з 1830 по 1970 рр.

## Військове співробітництво
Вважається, що конструкція автомата Галіл частково заснована на конструкції фінського автомата Rk. 62 і насправді верстати для виробництва перших автоматів Галіл, а також стовбурні коробки для ранніх зразків були надані корпорацією Valmet. Компанія Tampella і ізраїльська Solel Boneh заснували в 1950 році компанію Солтам і почали виробництво за фінською ліцензією артилерійської і протитанкової зброї в Ізраїлі. Тоді це виглядало як взаємовигідне співробітництво для двох маленьких і відносно бідних країн, які потребують оборони. Після двох десятиліть особливості двох країн змінилися. Через негативний розголос і скорочення продажів на внутрішньому ринку для компанії Tampella, зв'язки між Salgad і Soltam були розірвані 15 серпня 1974 року.
Радіо LV141 і LV241, яке знаходиться на озброєнні Збройних сил Фінляндії виготовлялися за контрактом ізраїльською компанією Tadiran Ltd для данської Terma A/S. Протитанкові ракети Spike купувалися у німецької компанії Rheinmetall, яка укладала субконтракт з ізраїльської Rafael Advanced Defense Systems. Компанія Rafael була також залучена в покупку Збройними силами Фінляндії ізраїльських Litening. Фірма Mastsystem International, яка сьогодні називається Cobham Mast Systems отримала ліцензію на експорт деяких телескопічних висувних пристроїв (для підводних човнів) з Фінляндії в Ізраїль. Процес отримання експортних ліцензій до Ізраїлю критикувався як політично непередбачуваний, так що клієнти втратили інтерес. Наприклад, прес-секретар Mastsystem International зазначив в жовтні 2010 року, що їм відмовляли в дозволі в період з кінця 2008 по літо 2009 року. У тій же газетній статті, дослідник теми зазначає, що в 2008 році Фінляндія також відмовила у видачі певних експортних дозволів для Шрі-Ланки, Бразилії та Росії.
У квітні 2012 року Збройні сили Фінляндії замовили для фінської армії безпілотний літальний апарат Orbiter (БПЛА) на суму 24 млн євро у компанії Aeronautics Defense Systems. Їх попередній швейцарський БПЛА ADS 95 RANGER був також виготовлений в Ізраїлі. У січні 2014 року Збройні сили Фінляндії замовили камуфляж, виготовлений за мультиспектральною технологією на 47 млн дол. США у ізраїльської компанії Fibrotex Technologies.
У червні 2018 року, міністерство оборони Фінляндії ухвалило рішення про придбання ракетних комплексів «Габріель» виробництва ізраїльського концерну «Israel Aerospace Industries» для оснащення свого ВМФ за результатами проведеного тендеру. Вартість контракту € 162 млн, а також опція на придбання додаткового обладнання ще на € 193 млн в 2019—2025 роках.
13 січня 2020 року, на кордоні з сектором Газа, ізраїльською поліцією було затримано депутатку від Союзу лівих сил Анну Контула, яка з активістами намагалася влаштувати демонстрацію з метою звернути увагу на торгівлю зброєю між Фінляндією і ізраїльськими компаніями.
У січні 2020 року ізраїльський оборонний концерн «ТААС» виграв тендер на поставку ВПС Фінляндії танкових снарядів на загальну суму $40 млн. Серед іншого були поставлені 120-міліметрові снаряди M339 («Хацав») з тандемной боєголовкою, призначені для пробивання бетонних стін і танкової броні, а також елементи введення даних в боєприпас для танків «Леопард 2».